# Palopa
Palopa es un término utilizado en Papúa Nueva Guinea y su diáspora para referirse a personas cuya identidad de género o sexualidad no se ajusta a las normas heteronormativas y que,  en contextos occidentales, podrían identificarse como parte del colectivo LGBT+.

## Etimología
El término tiene su origen en el tok pisin, un idioma criollo hablado en el país. Se dice que proviene de una contracción del nombre de la cantante Jennifer López que se ha utilizado de manera codificada dentro de la comunidad.

## Origen
El activista LGBTQ+ Clint Woolly ha señalado que muchos habitantes de Papúa Nueva Guinea perciben las palabras “gay” o “lesbiana" como estigmatizantes; por ello se prefiere adoptar términos nativos como palopa. Esta palabra tiene menos connotaciones negativas, en un contexto donde expresiones locales como geli-geli (“girlie-girlie”) o askan (“arse cunt”) se usan de forma peyorativa hacia personas LGBT+. Como respuesta, personas gais y transgénero en Port Moresby han empezado a usar palopa como una forma alternativa de referirse a sí mismas.
El término no solo permite mayor identificación cultural sino que también contribuye a la visibilización de identidades de género y sexuales diversas desde una perspectiva indígena. Este fenómeno se enmarca en un movimiento más amplio dentro del Pacífico que busca recuperar y legitimar categorías tradicionales como fa'afafine en Samoa o takataapui en Aotearoa (Nueva Zelanda).
A nivel social, las personas que se identifican como palopa se enfrentan a diferentes tipos de discriminación e incluso violencia. En una investigación realizada en 2011, el 57% de las personas transgénero entrevistadas, identificadas en muchos casos como palopa, habían sufrido violencia física, y el 47% violencia sexual. Estos porcentajes eran incluso más altos entre quienes ejercían el trabajo sexual. En numerosos casos, los agresores fueron agentes de policía.
Organizaciones como United Territories of Pacific Islanders Alliance han reivindicado la identidad palopa como una expresión legítima de diversidad de género que precede la influencia colonial.
Existen otras expresiones relacionadas con el género, como el término kwolu-aatmwol, utilizado por el pueblo sambari para describir una tercera identidad de género. En algunos casos, esta misma palabra se emplea para referirse a personas intersexuales.